# Keur Massar Nord
Keur Massar Nord ist eine Gemeinde (commune) im Département Keur Massar der Metropolregion Dakar, gelegen im zentralen Westen Senegals. Alle Gemeinden des Départements sind städtische Gemeinwesen, die durch den hohen Grad der Urbanisierung untereinander und mit anderen Nachbarkommunen baulich zusammengewachsen sind. Keur Massar Nord ist Sitz der Départementspräfektur und steht nach Einwohnerzahl und Flächengröße unter den sechs „Communes“ im Département an erster Stelle.

## Geografie
Keur Massar Nord liegt im Nordosten des Flaschenhalses der Cap-Vert-Halbinsel zwischen dem südlich angrenzenden und von der Autoroute 1 durchschnittenen Forêt classée de Mbao (FCM) und dem nördlich angrenzenden Strandsee Lac Mbeubeuss (einschließlich), dessen westlicher Teil als décharge de Mbeubeuss bekannt ist und als zentrale Mülldeponie der Metropolregion Dakar dient. Dazwischen erstrecken sich die Wohngebiete des Stadtbezirks. Mit Ausnahme der überall verstreut liegenden überschwemmungsgefährdeten Senken, immerhin ist Keur Massar in den Feuchtgebieten der Niayes gelegen, ist der Stadtbezirk fast vollständig bebaut.
Keur Massar Nord hat eine Fläche von 13,18 km². Der Grenzverlauf ist 2019 teilweise von einer Kommission zur Feststellung der Grenzen einiger der dortigen Gebietskörperschaften amtlich dokumentiert worden. Benachbarte Kommunen sind im Uhrzeigersinn Mbao im Süden, Yeumbeul Sud und Yeumbeul Nord im Westen, Malika im Norden, Tivaouane Peulh-Niaga im Osten und im Südosten Keur Massar Sud.

## Geschichte
Keur Massar Nord wurde im Jahr 2021 durch Aufteilung des städtischen Gemeinwesens Keur Massar in einen größeren Nord- und einen kleineren, aber sehr dicht besiedelten Südteil geschaffen und in seinen Grenzen definiert.

## Bevölkerung
Die letzten Volkszählungen ergaben für den Stadtbezirk (vor 2023: Zahlen für Keur Massar) jeweils folgende Einwohnerzahlen:
| Jahr | Einwohner |
| ---- | --------- |
| 1988 | …         |
| 2002 | 57.253    |
| 2013 | 201.653   |
| 2023 | 224.765   |

## Verkehr
Keur Massar Nord liegt etwas nördlich der Verkehrsachsen der Cap-Vert-Halbinsel, auf denen der West-Ost-Verkehr zwischen der Metropole Dakar und dem Rest des Landes fließt. Diesem Verkehr dienen die Nationalstraße N 1, ferner die Bahnstrecke Dakar–Niger, und mit der nahe gelegenen Anschlussstelle 8 der mautpflichtigen Autoroute 1 im Forêt de Mbao hat der Stadtbezirk eine schnelle Verbindung in Westrichtung mit der Hauptstadt Dakar und in Ostrichtung mit dem neuen internationalen Flughafen Dakar-Blaise Diagne.